# Yang Chuan-Kwang
Yang Chuan-Kwang, ou C.K. Yang (Chinês tradicional: 楊傳廣; pinyin: Yáng Chuánguǎng) (Taitung, Taiwan, 10 de julho de 1933 – Los Angeles, California, 27 de janeiro de 2007), foi um decatleta que representou a República da China (conhecida por Taipé Chinesa nos meios desportivos internacionais).
Conhecido como o Homem de Ferro Asiático, Yang ganhou a medalha de ouro em duas edições consecutivas dos Jogos Asiáticos, em 1954 e 1958. Entretanto, em 1956, dispoôs da sua primeira participação olímpica nos Jogos de Melbourne, onde se classificou em oitavo lugar numa prova dominada por norte-americanos e soviéticos.
A prova mais memorável de Yang foi o duelo com Rafer Johnson, seu amigo e colega na Universidade da Califórnia em Los Angeles, durante os Jogos Olímpicos de Roma em 1960. Partindo para o último evento do decatlo - a corrida de 1500 metros - com uma desvantagem de apenas 67 pontos, Yang precisava de chegar à meta com uma distância confortável à frente de Johnson, para lhe arrebatar a medalha de ouro. Porém, ganhou-lhe apenas 1,2 segundos, tendo assim que se contentar com o segundo lugar do pódio. Na verdade, Yang foi melhor que Johnson em todas as coridas e saltos, mas perdeu bastantes pontos nos três lançamentos do programa (peso, disco e dardo).
Em 1963 bateu o recorde mundial de salto com vara em pista coberta e estabeleceu a sua melhor marca de sempre no decatlo, ao fazer 8089 pontos, em Walnut. Ainda participou nos Jogos Olímpicos de 1964, em Tóquio, onde terminou o decatlo em quinto lugar.
Yang era membro da tribo Amis de aborígenes de Taiwan. Era casado com Daisy com quem teve dois filhos: Cedric Yang (Yang Sui-yuen) e C.K. Yang, Jr.
Em 2001, quando era presidente do Centro Nacional de Treinamento Desportivo, foi-lhe diagnosticado um cancro do fígado. Faleceu em janeiro de 2007, devido a um AVC. Foi sepultado no Ivy Lawn Memorial Park em Ventura, na Califórnia.